# Cecile Sinclair
Cecile Sinclair (Manamah, Bahrein 21 februari 1987) is een Nederlands model dat de derde serie van Holland's Next Top Model heeft gewonnen in het najaar van 2007.

## Biografie
Cecile Sinclair werd geboren in Manamah in Bahrein en heeft een Engelse en een Nederlandse ouder. Als gevolg van haar vaders beroep woonde zij in verschillende plaatsen, waaronder San Francisco, Hongkong en Engeland.
Sinclair slaagde in Internationaal Baccalaureaat op de Internationale school in Surrey. Zij studeerde hierna aan de Roosevelt Academie in Middelburg.
Sinclair deed in het najaar van 2007 mee aan het RTL 5-programma Holland's Next Top Model, waarin ze eerste werd. Ze won van Kassandra Schreuder en Carmen Klaassen. Sinclair won een contract bij het modellenbureau MTA Models en een geldprijs.
In juni 2009 werd Sinclair in de Elsevier opgenomen in de lijst van 'Vijftig grootste beloften voor de toekomst'. Zij deed in januari 2008 mee aan Ford Model's Supermodel of the World contest in New York.

## Carrière

### Modellenbureaus
Huidig
- Mega Models - Miami
- PMA - Promod Model Agency
- Ford Models -New York
- Union Models
- Elite Model Management - Milaan
- Touché models - Amsterdam

Voormalig
- 2011 - 2011 Elite Model Management - Amsterdam
- 2009 - 2011 Silent Models - Parijs
- 2007 - 2011 MTA - Modelmasters The Agency - Amsterdam

### Advertenties
- Badgley Mischka
- Baldinini
- D.S.Dundee
- Janet Sport
- L'Oréal
- Piazza Sempione
- Segue

### Tijdschriftomslagen
- Glamour - February 2008 (Nederland)

### Modeshows
- Lente/zomer 2010: Acne, Ashish, Dean Quin, Future Classics, Jasmine Di Milo.
- Herfst/winter 2010: Band of Outsiders, Betsey Johnson, Ecco Domani, Matthew Ames, Nanette Lepore, Rachel Comey, Salvor Projects.